# Saint-Maurice-les-Brousses
Saint-Maurice-les-Brousses is een gemeente in het Franse departement Haute-Vienne (regio Nouvelle-Aquitaine) en telt 713 inwoners (2005). De plaats maakt deel uit van het arrondissement Limoges.

## Geografie
De oppervlakte van Saint-Maurice-les-Brousses bedraagt 10,8 km², de bevolkingsdichtheid is 66,0 inwoners per km².
De onderstaande kaart toont de ligging van Saint-Maurice-les-Brousses met de belangrijkste infrastructuur en aangrenzende gemeenten.

## Demografie
Onderstaande figuur toont het verloop van het inwonertal (bron: INSEE-tellingen).

1. ↑  Populations de référence 2022.